# 金恵善 (気象キャスター)
金 惠善（キム・ヘソン、朝鮮語: 김혜선、1983年1月25日 - ）は、大韓民国の韓国放送公社 (KBS) 所属の 前 気象キャスター。

## 学歴
- 1999年 〜 2002年、汝矣島女子高等学校（朝鮮語版）卒業
- 2002年 〜 2006年、誠信女子大学校 器楽学科 学士(2002学番)

## 経歴
- 2008年 〜 2014年 、KBS 気象キャスター